# 伯恩哈德·塔尔海姆

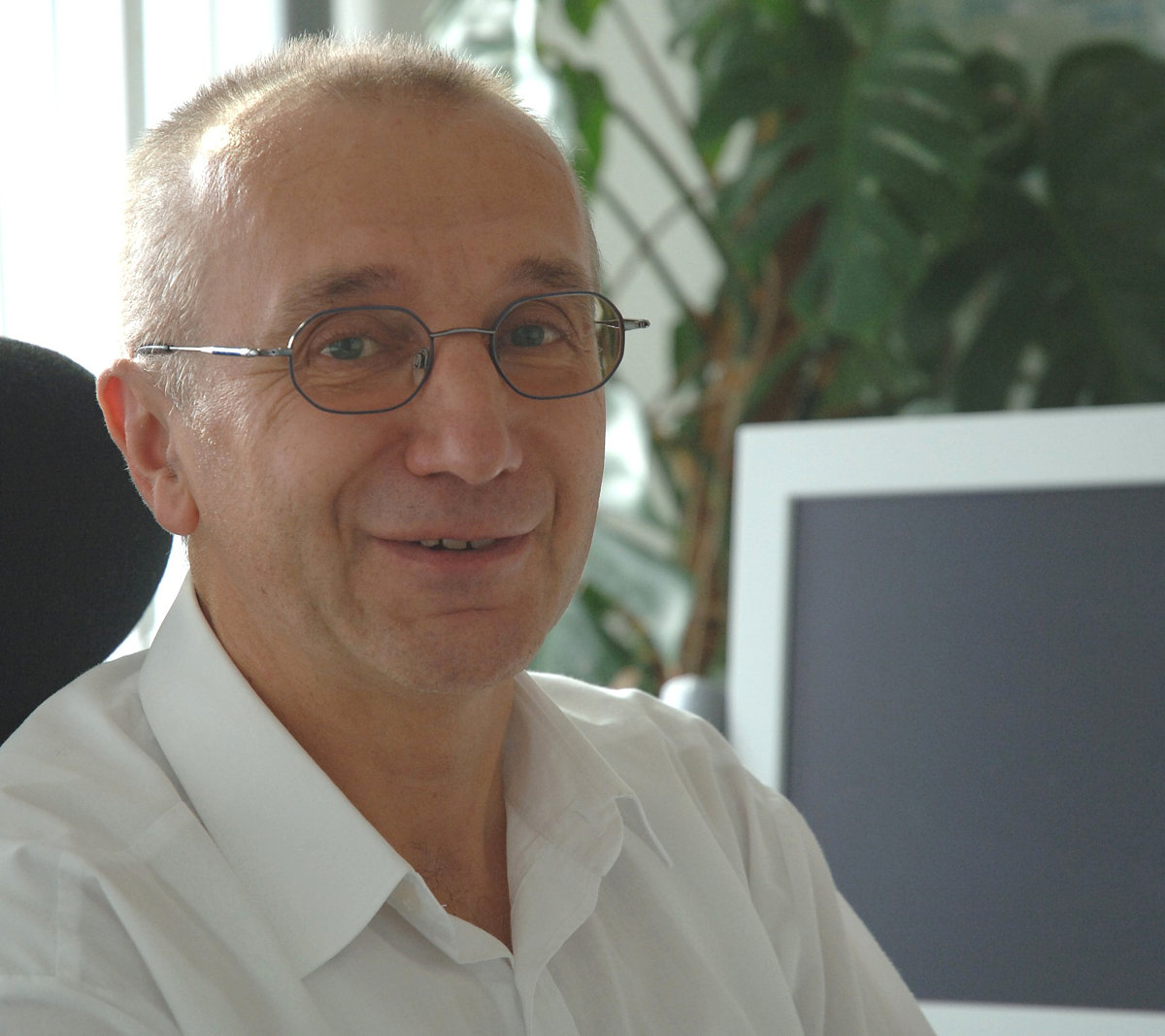
Bernhard Thalheim

伯恩哈德·塔尔海姆（Bernhard Thalheim，1952年—）是德国基尔大学著名的计算机信息系统工程科学家和全职教授。 他以对计算机概念建模和基础理论的突出贡献而闻名。伯恩哈德教授对计算机科学理论和基础工程开创性的贡献跨越了多个领域，并产生了极其持久和深远的影响。

## 生平
伯恩哈德·塔尔海姆生于德国邻近德累斯顿市的拉德布尔。他于1975年从德累斯顿工业大学毕业并获得了理學碩士学位（数学与计算机科学专业），于1979年从莫斯科国立大学毕业并获得了哲學博士学位 (离散数学与计算机科学专业)，后于1985年从德累斯顿工业大学获得了计算机科学理论专业的特许任教资格。 
伯恩哈德·塔尔海姆从1986年 - 1989年被聘为德累斯顿工业大学副教授。他从1989年 - 1993年被罗斯托克大学任命为全职教授并主持一个计算机相关的专业。他从1993年 - 2003年在科特布斯的勃兰登堡工业大学任院长和全职教授。他从2003年至今在德国基尔的基尔大学任全职教授。
此外，他还是科威特大学的访问教授（1988年 - 1990年和2004年）， 奥地利克拉根福大学的访问教授 （1999年，2002年，2003年，2006年，2008年），匈牙利科学院阿尔弗雷德·莱利数学研究所的客座教授 （2003年）和在新西兰梅西大学的客座教授 （2006年）。
伯恩哈德·塔尔海姆还取得信息系统工程学科的多项殊荣。2005年他被罗蒙诺索夫莫斯科國立大學授予为荣誉教授，2008年10月22日塔尔海姆教授因为在实体关系模型上的卓越研究获得了爱尔斯维亚的彼得·陈奖。他是DAMA德国分部的创始人，国际FoIKS会议执委会副主席，以及多个国际会议执委会委员 （例如ER、ADBIS、ASM、NLDB数据与知识工程会议）。他还是一些学术刊物的编辑，以及数据端口（Dataport）学术委员会执委。